# Bump of Chicken
BUMP OF CHICKEN (バンプ・オブ・チキン) es una banda japonesa de J-Rock formada en la ciudad de Sakura dentro de la Prefectura de Chiba. Comenzaron en 1994 como banda indie, y no fue hasta 1999 que debutaron oficialmente lanzando su primer sencillo "LAMP". Hasta ahora han lanzado 21 sencillos y 8 álbumes y actualmente pertenecen a la casa discográfica Toy's Factory.

## Historia
La historia de esta banda sin duda es una de las más singulares dentro de la industria. El afiate y la amistad entre todos los integrantes es prácticamente de toda la vida, ya que se conocieron en el kindergarten (preescolar) al que sus padres los llevaban cuando ni siquiera pensaban en sus futuros. 
Incluso tan joven como eran entonces, se hicieron amigos inseparables sin pensar que un día compartirían objetivos e intereses comunes. Esta relación, sin embargo, no duró toda la vida escolar (desde el kinder hasta la primaria). Fujiwara se fue a una escuela distinta a la de los otros tres, lo que sin duda afectó la comunicación entre el grupo, aunque seguía menteniendo contacto regularmente con Yoshifumi.
Al pasar a séptimo grado en la Escuela Secundaria Inferior de Usui Oeste, finalmente volvieron a reunirse en una junta organizada por Fujiwara y Yoshifumi. Fue en este tiempo cuando Fujiwara, Masukawa, Naoi, y Masu comenzaron a desarrollar un gran interés y una profunda pasión por la música, en particular por Los Beatles. Ampliamente inspirados por este grupo de rock inglés, Masu y Fujiwara decidieron formar una banda. La banda fue fundada durante su segundo año de secundaria, y esto marcó la piedra angular para el comienzo de BUMP of CHICKEN. Una vez que consiguieron el dinero suficiente para adquirir instrumentos, BUMP OF CHICKEN comenzó su carrera musical no oficialmente dentro de la escena del Rock japonés. La mayoría de sus canciones comenzaron siendo covers de los Beatles, canciones que interpretaron en varios festivales y competencias hasta que llamaran la atención de algún sello que quisiera contratarlos. En 1996 Fujiwara comenzó a escribir las primeras canciones para la banda, de la cual destaca "DANNY", canción completamente en inglés y que le valió a la banda varios primeros lugares en competencias tales como 96TMF y Beat Rush 1996.
Cercana la graduación de los integrantes en la universidad, entre 1997 y 1998, lanzaron diversas cintas demo que hicieron llamar la atención al interior del sello indie High Line Records. Dentro de este sello lanzaron posteriormente su primer álbum "FLAME VEIN" y posteriormente su primer sencillo "LAMP" en 1999. En marzo del 2000 lanzaron su segundo álbum "THE LIVING DEAD", y poco tiempo después ese mismo año se anunciaba que la banda formaba un contrato disquero con el sello Toy's Factory, con el cual lanzaron su segundo sencillo "Diamond" en septiembre.
Su tercer sencillo, titulado "Tentai Kansoku", se convirtió en un gran éxito en el interior de Japón, logrando incluso llegar a los diez primeros puestos de Oricon, y la banda de repente se hizo de gran popularidad. Gracias al dramático incremento del éxito de BUMP OF CHICKEN en Japón, Toy's Factory tomó ventaja y reeditó sus dos primeros álbumes indie en el 2004, y los que antes ni siquiera habían logrado entrar al Top 20 de singles en sus lanzamientos originales, ahora entraban entre los veinte álbumes más vendidos en sus semanas de lanzamiento.

## Miembros
- Motoo Fujiwara (藤原基央 Fujiwara Motoo?)
[4] Fecha de nacimiento: 12 de abril de 1979
Lugar de nacimiento: Akita, Prefectura de Akita
Signo Zodiacal: Aries
Rol: Vocalista y Guitarrista; escritura de las canciones y composición.
Apodo: Fuji-kun
- Hiroaki Masukawa (増川弘明 Masukawa Hiroaki?)
Fecha de nacimiento: 20 de diciembre de 1979
Lugar de nacimiento: Sakura, Prefectura de Chiba
Signo Zodiacal: Sagitario
Rol: Guitarrista
Apodo: Hiro, Nikke, Hose
- Yoshifumi Naoi (直井由文 Naoi Yoshifumi?)
Fecha de nacimiento: 9 de octubre de 1979
Lugar de nacimiento: Sakura, Prefectura de Chiba
Signo Zodiacal: Libra
Rol: Bajista
Apodo: Chama
- Hideo Masu (升秀夫 Masu Hideo?)
Fecha de nacimiento: 10 de agosto de 1979
Lugar de nacimiento: Sakura, Prefectura de Chiba
Signo Zodiacal: Leo
Rol: Baterista
Apodo: Masu, Hide-chan

## Discografía

### Singles
| Fecha                    | Título                                                                   | Álbum           | Catálogo   |
| ------------------------ | ------------------------------------------------------------------------ | --------------- | ---------- |
| Noviembre, 25 1999       | LAMP (ランプ)                                                            | THE LIVING DEAD | HLR-008    |
| 20 de septiembre de 2000 | Diamond (ダイヤモンド)                                                   | Júpiter         | TFCC-87066 |
| 14 de marzo de 2001      | Tentai Kansoku (天体観測)                                                | Júpiter         | TFCC-87080 |
| 17 de octubre de 2001    | Haljion (ハルジオン)                                                     | Júpiter         | TFCC-89001 |
| 18 de diciembre de 2002  | Snowsmile (スノースマイル)                                               | Yggdrasil       | TFCC-89049 |
| 12 de marzo de 2003      | Lost man / sailing day (ロストマン/sailing day)                          | Yggdrasil       | TFCC-89063 |
| 31 de marzo de 2004      | Arue (アルエ)                                                            | FLAME VEIN      | TFCC-89099 |
| 7 de julio de 2004       | Only Lonely Glory (オンリー ロンリー グローリー)                         | Yggdrasil       | TFCC-89109 |
| 1 de diciembre de 2004   | Sharin no Uta (車輪の唄)                                                 | Yggdrasil       | TFCC-89121 |
| 21 de julio de 2005      | Planetarium (プラネタリウム)                                             | orbital period  | TFCC-89142 |
| 23 de noviembre de 2005  | supernova / Karma (supernova/カルマ)                                     | orbital period  | TFCC-89153 |
| 22 de noviembre de 2006  | Namida no Furusato (涙のふるさと)                                        | orbital period  | TFCC-89191 |
| 24 de octubre de 2007    | Hana no Na (花の名)                                                      | orbital period  | TFCC-89227 |
| 24 de octubre de 2007    | Mayday" (メーデー)                                                       | orbital period  | TFCC-89228 |
| 25 de noviembre de 2009  | R.I.P./Merry Christmas (アール アイ ピー/メリー クリスマス)              | COSMONAUT       | TFCC-89289 |
| 14 de abril de 2010      | Happy （ハッピイ）                                                       | COSMONAUT       | TFCC-89300 |
| 21 de abril de 2010      | Mahō no Ryōri ~Kimi kara Kimi e~ (魔法の料理 ～君から君へ～)             | COSMONAUT       | TFCC-89303 |
| 13 de octubre de 2010    | Uchūhikōshi e no Tegami/Motorcycle (宇宙飛行士への手紙/モーターサイクル) | COSMONAUT       | TFCC-89318 |
| 23 de febrero de 2011    | Tomodachi no Uta (友達の唄)                                              |                 | TFCC-89333 |
| 11 de mayo de 2011       | Smile                                                                    |                 | TFCC-89335 |

### Álbumes
| Título                   | Año                     | Catálogo   |
| ------------------------ | ----------------------- | ---------- |
| FLAME VEIN               | 18 de marzo de 1999     | HLR-008    |
| THE LIVING DEAD          | 25 de marzo de 2000     | HLR-011    |
| Júpiter                  | 20 de febrero de 2002   | TFCC-86101 |
| FLAME VEIN +1            | 28 de abril de 2004     | TFCC-86163 |
| Yggdrasil (ユグドラシル) | 25 de agosto de 2004    | TFCC-86171 |
| orbital period           | 19 de diciembre de 2007 | TFCC-86254 |
| present from you         | 18 de junio de 2008     | TFCC-86257 |
| COSMONAUT                | 15 de diciembre de 2010 | TFCC-86347 |
| Aurora Arc               | 10 de julio de 2019     | TFCC-86679 |